# Marie la Cordelière
Die Marie la Cordelière war eine große Karacke des Herzogtums Bretagne aus dem späten 15. Jahrhundert. Das Schiff wurde 1487 vom bretonischen Herzog Franz II. im Burgundischen Erbfolgekrieg in Auftrag gegeben und vermutlich infolge von Finanzierungsschwierigkeiten erst 1498 in Dienst genommen.

## Geschichte
Das Schiff führte während des Baus zunächst verschiedene Namen (siehe Infobox), erhielt aber spätestens nach 1498 durch die bretonische Herzogin Anne de Bretagne den finalen Namen Marie la Cordelière (nach der heiligen Maria und nach den Cordelières beziehungsweise dem Orden der Klarissen, der Bezeichnung für die Angehörigen eines Ablegers des Franziskanerordens im französischen Sprachraum). Der Bau erfolgte am Ufer des Dourduff nahe Plouezoc’h (Le Dourduff-en-Mer, Gemeinde Morlaix). Die Karacke diente als Flaggschiff der bretonischen Flotte und geriet 1512 in der Seeschlacht von Saint Mathieu mit dem Großteil der Besatzung in Verlust.

## Dienstzeit
In den Jahren von 1501 bis 1504 operierte das Schiff, das von Herzogin Anne de Bretagne an den französischen König Ludwig XII. verliehen worden war, gemeinsam mit französischen und venezianischen Schiffen im Mittelmeer im Zusammenhang mit dem dritten osmanisch-venezianischer Krieg. Dabei beteiligte sich die Marie la Cordelière im Oktober 1501 an den Kämpfen um Lesbos, wobei es zu einer Schlacht gegen osmanische Schiffe vor Mytilini kam. Die Angriffe der Verbündeten auf Lesbos blieben allerdings letztlich erfolglos und die Insel verblieb im Besitz der Osmanen. Darüber hinaus nahm die Karacke wahrscheinlich auch an den Kämpfen um das Königreich beider Sizilien (1502 bis 1504) zwischen Frankreich und Spanien teil; aber auch in diesem Fall endete die Auseinandersetzung Anfang Januar 1504 mit einem Rückschlag und ganz Süditalien fiel an Spanien beziehungsweise an König Ferdinand V. von Aragon und Sizilien. Im Anschluss kehrte das Schiff wieder nach der Bretagne zurück. Spätestens im Jahr 1508 übergab Herzogin Anne de Bretagne das Kommando über die Marie la Cordelière an den bretonischen Adligen und Korsaren Hervé de Portzmoguer.

## Das Schiff
Die Marie la Cordelière war eine dreimastige Karacke von wahrscheinlich etwa 40 Metern Länge und zwölf Metern Breite. Der Tiefgang lag bei rund sechs Metern. Die Angaben müssen als Schätzwerte angesehen werden, auch hinsichtlich der Wasserverdrängung gibt es keine genauen, sondern allenfalls vage Angaben, die zumeist grob zwischen 700 und 1000 Tonnen schwanken; manch andere Quellen nennen auch bis zu 1500 Tonnen, was aber in der Forschung als deutliche Übertreibung angesehen wird.
Die Bewaffnung bestand vermutlich aus rund 200 Geschützen; hiervon befanden sich 16 schwere Gusseisen-Geschütze in Blocklafetten in einem Batteriedeck (wobei jeweils acht Geschütze nach beiden Seiten feuern konnten) sowie 14 Bombarden mit Radlafetten an Oberdeck. Darüber hinaus sollen sich etwa 170 leichte Kanonen an Bord befunden haben, in der Mehrzahl großkalibrige Hakenbüchsen und leichte Drehbassenkanonen. Die Zahl von 200 Geschützen muss allerdings hinterfragt werden und kann – auch unter Berücksichtigung der Größe des Schiffes – eine Übertreibung sein; andere Angaben sprechen denn auch nur von insgesamt rund 75 Geschützen aller Typen. Vor dem Hintergrund, dass sich an Bord lediglich 200 Kanoniere beziehungsweise Arkebusenschützen befunden haben sollen, ist es denkbar, dass die niedrigere Zahl an Geschützen zutrifft. Die Besatzung bestand aus ungefähr 950 Seeleuten, Seesoldaten und Kanonieren. Die Endausrüstung hinsichtlich der Bewaffnung war vermutlich erst 1501 abgeschlossen.

## Untergang

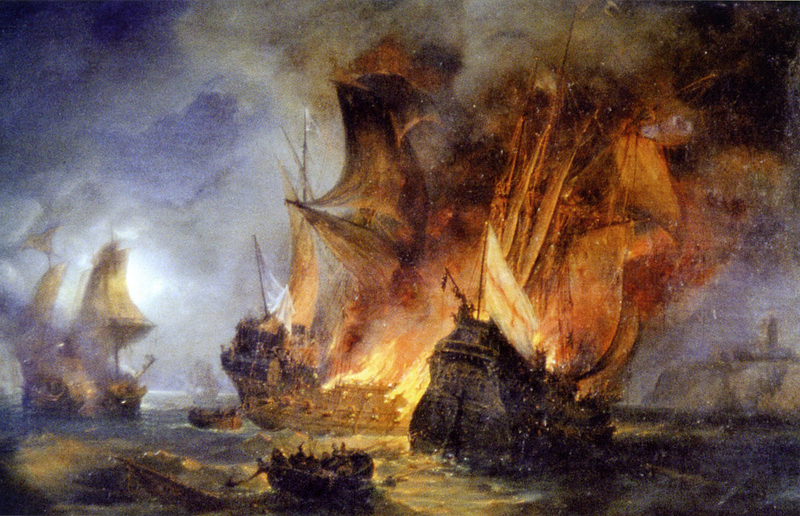
Untergang der Marie la Cordelière und der Regent (Gemälde von Pierre-Julien Gilbert aus dem Jahr 1838).

Während des Krieges der Heiligen Liga gegen Ludwig XII. setzte im Mai 1512 eine englische Flotte unter Lord High Admiral Edward Howard – vermutlich in der Stärke von etwa 25 Kriegsschiffen und 60 Transportern – englische Hilfstruppen nach Nordspanien über (zwecks der Unterstützung von Ferdinand II. von Aragón bei dessen Eroberung von Navarra). Anschließend suchte das englische Geschwader, mittlerweile durch gekaperte flämische Schiffe verstärkt, im Juni und Juli 1512 die französischen Häfen im Ärmelkanal heim; dabei landeten englische Truppen auch nahe Le Conquet und brannten das Herrenhaus von Hervé de Portzmoguer nieder. Zum Schutz der bretonischen Häfen stellte Herzogin Anne de Bretagne die bretonische Flotte erneut Ludwig XII. zur Verfügung. Das vereinigte französisch-bretonische Geschwader unter der Führung des bretonischen Adligen Jean de Thénouënel zählte vermutlich zwischen 22 und 39 Schiffe und wurde Ende Juli 1512 in Brest zusammengezogen. Flaggschiff der bretonischen Flotte war die Marie la Cordelière unter Hervé de Portzmoguer, das Flaggschiff der Franzosen war die La Louise (teils auch als Petite Louise bezeichnet) unter René de Clermont.
Am 10. August 1512 griff das englische Geschwader unter Lord High Admiral Howard (an Bord der großen Karacke Mary Rose), vermutlich in Stärke von 25 Kriegsschiffen und 50 weiteren Schiffen, die auf der Reede vor Brest liegenden Schiffe der Verbündeten an. Der Angriff der Engländer erfolgte allem Anschein nach sehr überraschend, so dass sich etwa 300 geladene Gäste, die sich anlässlich des Festes zum Todestag des heiligen Laurentius an Bord der Marie la Cordelière aufhielten, nicht mehr von Bord gebracht werden konnten. Insgesamt befanden sich also geschätzt um die 1250 Menschen an Bord der Karacke. Im darauf folgenden Gefecht, wobei sich der überwiegende Teil des Geschwaders der Verbündeten infolge der gegnerischen Übermacht langsam nach Brest zurückzog, kamen vermutlich nur wenige Schiffe der beiden Flotten ins Gefecht zueinander – darunter auf englischer Seite die Mary Rose, die Mary James, die Sovereign und die Regent unter Kapitän Thomas Knyvett (teils auch Hewitt geschrieben). Letztgenanntes Schiff war eine vermutlich rund 600 bis 1000 Tonnen große Karacke mit einer ähnlichen starken Bewaffnung wie die Marie la Cordelière. Auf Seite der Verbündeten griffen die Marie la Cordelière, die La Louise und die kleinere Nao La Nef de Dieppe in den Kampf ein. 
Der Marie la Cordelière gelang es zunächst, die Mary James und die Sovereign durch Geschützfeuer zu beschädigen, wobei letztere teils entmastet worden sein soll, während gleichzeitig die La Louise starke Schäden vom englischen Flaggschiff Mary Rose hinnehmen und sich zurückziehen musste. Die nun weitgehend allein kämpfende Marie la Cordelière sah sich nachfolgend von den englischen Schiffen eingekreist und wurde schließlich von der Regent direkt attackiert; beide Schiffe legten sich zum Enterkampf Seite an Seite. Die genaueren weiteren Abläufe müssen Spekulation bleiben. An Bord beider Schiffe tobte nachfolgend ein erbitterter Nahkampf zwischen den beiden Besatzungen. Während dieses Zweikampfes ereignete sich eine verheerende Explosion der Pulverkammer an Bord der Marie la Cordelière. Die Explosion und die nachfolgende Feuersbrunst zerstörte die beiden eng ineinander verkeilten Schiffe in relativ kurzer Zeit. 
Entsprechend hoch waren die Opferzahlen: Von den geschätzt 1250 Menschen an Bord der Marie la Cordelière überlebten vermutlich nur etwa 20 Personen das Desaster. Von den etwa 460 (oder gar 700?) Besatzungsangehörigen der Regent wurden nur etwa 60 gerettet. Insgesamt kamen somit beim Untergang der beiden Schiffe mindestens 1600 Menschen ums Leben, vielleicht lag die Zahl der Todesopfer aber auch deutlich höher. Was letztlich die folgenschwere Explosion ausgelöst hatte – ob es ein Zufallstreffer des englischen Schiffes oder ein Unfall oder gar Vorsatz seitens der Bretonen angesichts der gegnerischen Übermacht war (wie es die Legende um Portzmoguer teils darstellt) – ist nicht mehr sicher zu eruieren.